# Friedewald, Moritzburger Teichgebiet und Lößnitz
Das Landschaftsschutzgebiet Friedewald und Moritzburger Teichgebiet (d 17) ist eine Landschaft oberhalb der Dresdner Elbtalweitung, am Westrand der Lausitzer Platte gelegen. Es erstreckt sich über die Territorien der Gemeinden Moritzburg und Weinböhla sowie der Städte Coswig und Radeburg.

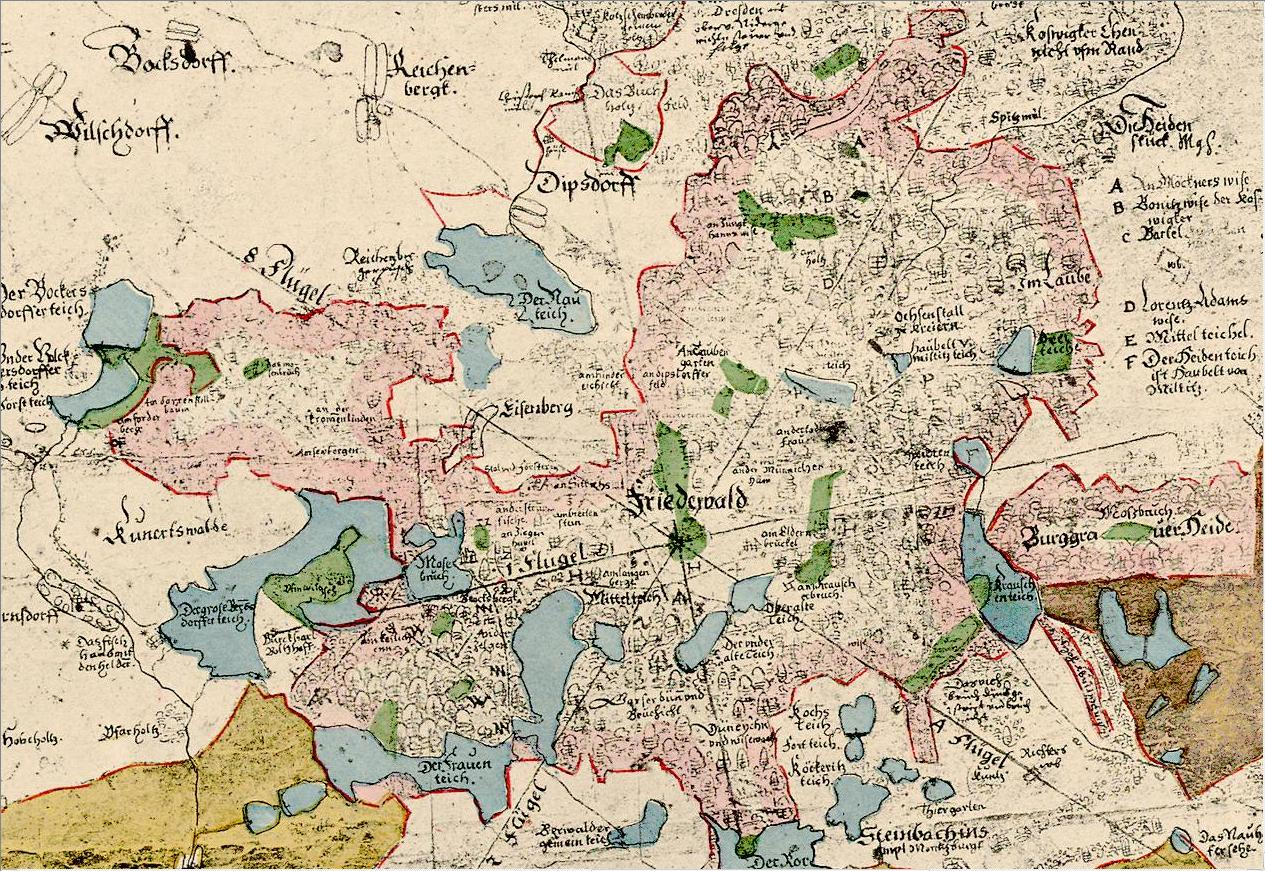
Der Friedewald und umliegende Orte auf einer um 1600 von Matthias Oeder erstellten Karte (Faksimiledruck 1889)

## Geografie und Geologie
Der Landschaftsraum, bestehend aus dem Friedewald und dem Moritzburger Teichgebiet, ursprünglich mit 40 Teichen, wurde um 1500 unter Herzog Georg dem Bärtigen für eine Nutzung durch den kurfürstlichen Hof umgestaltet. Aus Sümpfen wurden Teiche. Das geringe Geländegefälle machte ein Anstauen durch niedrige Dämme leicht. Der Name „Friedewald“ bezeichnet besagten als „umfriedeten Wald“. Das Wild wurde in dem nahezu vollständig ummauerten Areal für die Jagd zusammengehalten.
Im Südosten schließt sich unmittelbar die Fläche des vorher separat geführten Landschaftsschutzgebiets Lößnitz innerhalb der Stadt Radebeul an, dessen Code d33 nicht mehr aufgeführt wird. Das zusammengefasste Schutzgebiet Friedewald, Moritzburger Teichgebiet und Lößnitz ist weiterhin unter d17 zu finden.
Nach dem Waldgebiet wurde der heutige Moritzburger Ortsteil Friedewald benannt, der aus Dippelsdorf und Buchholz besteht. Weitere Orte in dem Gebiet sind Cunnertswalde, Steinbach, Neuer Anbau, Kreyern und Auer.
Den Untergrund der Teichlandschaft bilden die Monzonitoide des Meißener Massivs. Diesen Grundgebirgsstrukturen aufgelagert sind Sedimente aus viel jüngeren Kaltzeiten und eines ehemaligen Elbelaufes. Aus den kaltzeitlichen Ablagerungszyklen verblieben Schotter, Sande, Löss und Schluff. Die Sande wurden regional durch äolische Vorgänge umgelagert, die heute als Heidesande bezeichnet werden. Zwischen der Moritzburger Hochfläche und dem Elbtal zieht sich zwischen Dresden und Weinböhla die ununterbrochene Heidesandterrasse hin.
Eine Absenkung der Elbtalzone in der Elster-Kaltzeit bewirkte die Ausbildung einer Geländestufe mit einem Höhenunterschied zwischen 50 (westlicher Abschnitt) und 100 Metern. Als Folge verblieb die Moritzburger Hochfläche über dem Elbtal. Die vorhandene Kuppenlandschaft ergibt sich aus den Gipfelpartien des Grundgebirges, die sich über die mit periglazialen Sedimenten gefüllten Senken erheben. Grob- und feinkörniges Material bilden die dabei auftretenden Schotterlagen aus sowohl skandinavischer als auch regionaler Herkunft. Löss begleitet die kaltzeitlichen Schichtbildungen. Jüngere Ablagerungen durch fließende und stehende Gewässer hinterließen Sand, Lehm, Torf und Moorböden sowie Raseneisensteinbildungen. Zudem finden sich hier Dünen aus Flugsanden.
Die um 1890 abgeschlossene geologische Kartierung durch Joseph Hazard und die Revisionsarbeiten von Theodor Siegert im Jahre 1907 verbesserten die Kenntnis über die Teichlandschaft um Moritzburg:
„Fast das ganze Moritzburger Plateau, welches sich von etwa 200 m Meereshöhe im Süden nach Norden zu ganz allmählich bis zu 170 m senkt, ist überzogen von einem dichten Gewirre teils breiter und ausgedehnter, teils schmaler, aber vielfach gewundener, verästelter und miteinander kommunizierender, fast vollkommen horizontaler, flacher Depressionen, welche sich zwischen den unzähligen Kuppen und Rücken des Grundgebirges ausbreiten, sich um diese herumwinden oder buchtenförmig in sie eindringen und innerhalb deren selbst wieder viele kleine oder kleinste Küppchen aufragen. Das Wasser fließt in ihnen meist so träge, daß man zuweilen nur schwer die Richtung seines Abfließens wahrzunehmen vermag, ja einzelne dieser Gebiete werden sowohl nach Süden (nach der Elbe) wie nach Norden (nach der Röder) hin entwässert und können in großer Ausdehnung durch niedrige Dämme völlig abgesperrt und unter Wasser gesetzt werden, wie dies zur Erzeugung der vielen Teiche in der Umgebung von Moritzburg geschehen ist. […] Die früher in ausgedehntem Maße innerhalb dieser Depressionen vorhanden gewesenen Sümpfe und Brüche sind jetzt durch Gräben möglichst entwässert und teils der Waldkultur dienstbar gemacht, teils in Wiesen verwandelt worden.“

## Charakteristik

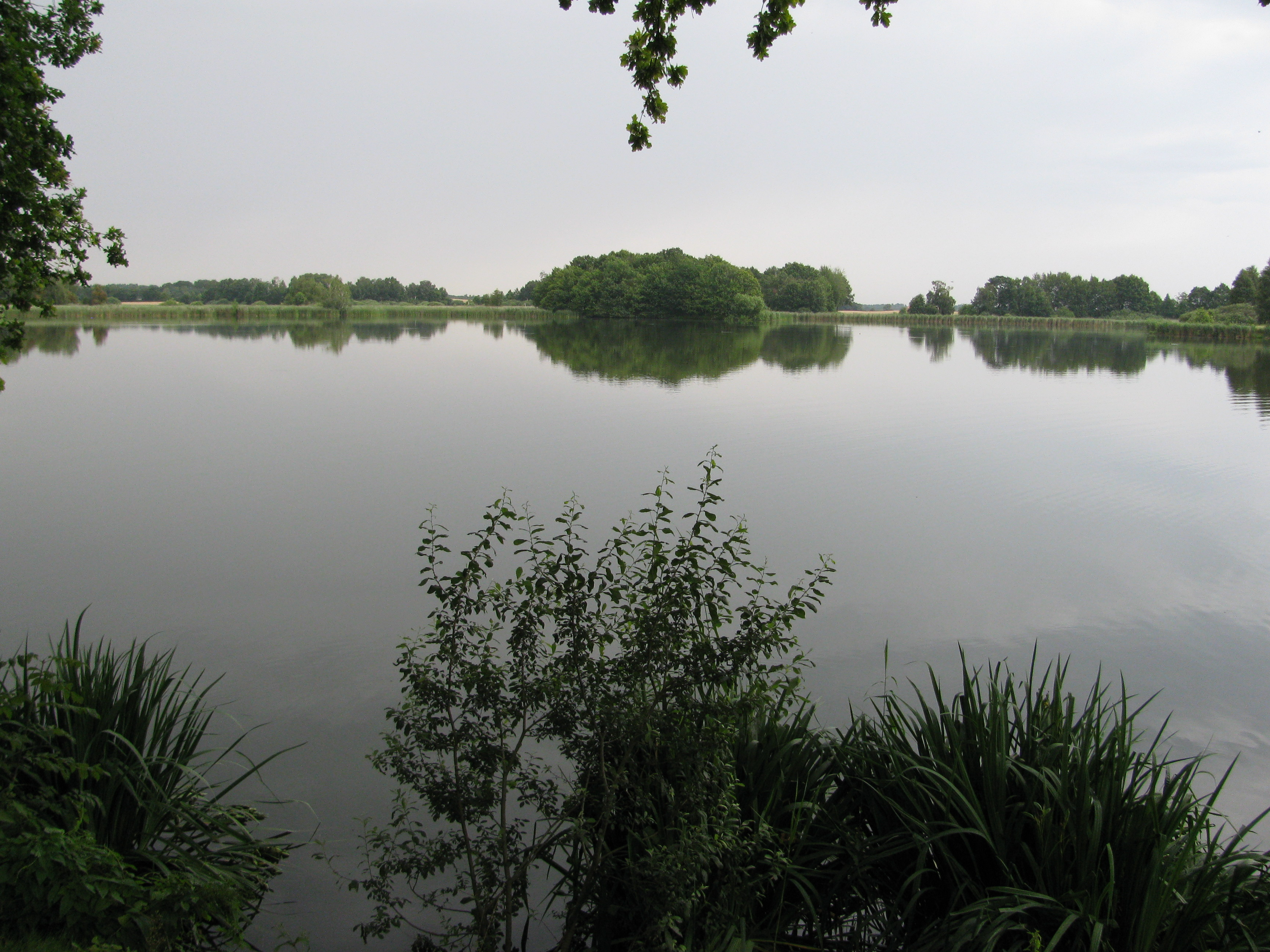
Dippelsdorfer Teich

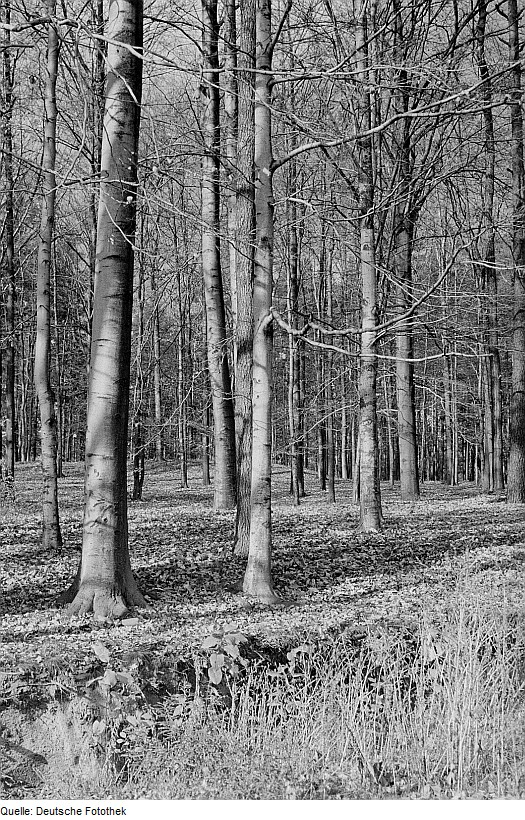
Rotbuchenwald bei Moritzburg

Im Landschaftsschutzgebiet treffen, wie der Name schon andeutet, zwei schützenswerte kulturlandschaftliche Bestandteile zusammen – der Wald, der als Wirtschafts- und Erholungswald bestimmt ist und die Teichlandschaft, die ebenfalls bewirtschaftet wird und gleichzeitig der Erholung dient. Gemäß § 26 Bundesnaturschutzgesetz sind hier alle Maßnahmen auf die Erhaltung und Entwicklung der Natur ausgerichtet, um die Leistungs- und Funktionsfähigkeit des Gebietes zu sichern. Das Moritzburger Teichgebiet liegt außerdem nahe der überregional bedeutsamen Vogelflugachse im Elbbereich. Die Teiche gelten als wassergebundene Rastplätze für Zugvögel. Das gesamte Gebiet ist außerdem eine großflächige archäologische Fundstätte mit steinzeitlichen, bronzezeitlichen und eisenzeitlichen Siedlungen und Gräbern.
Aus der Nähe zum Ballungsraum im Elbtalkessel, der Rolle Moritzburgs als Zentrum des Fremdenverkehrs und als Zentrum des Pferdesports ergeben sich eine Vielzahl von Nutzungskonflikten und eine Übernutzung des Friedewaldes und des Teichgebietes. Waldbesitzer, Reiter, Wanderer, Radtouristen, Ornithologen, Fischer, Archäologen, Badegäste und Gewerbetreibende stehen in ständigem Konflikt miteinander um das jeweils präferierte Schutzgut.
Eine wichtige Maßnahme zum Schutz der Natur war die Ausgliederung des Moritzburger Frauenteiches aus dem LSG und die Einstufung als Naturschutzgebiet (NSG), wodurch die Wahrnehmung von „menschlichen Interessen“ in diesem Bereich weitgehend eingeschränkt wird. Der Bereich um den Frauenteich wurde von der EU als Europäisches Vogelschutzgebiet ausgewiesen und in das Natura-2000-Programm aufgenommen. Es ist auch als Important Bird Area eingestuft.